# Cempaka (Hamparan Rawang)
Cempaka is een bestuurslaag in het regentschap Sungai Penuh van de provincie Jambi, Indonesië. Cempaka telt 706 inwoners (volkstelling 2010).